# Balow
Balow település Németországban, Mecklenburg-Elő-Pomeránia tartományban. Lakosainak száma 309 fő (2023. december 31.).

## Népesség
A település népességének változása:
| Lakosok száma | 322  | 330  | 322  | 314  | 308  | 309  |
|               | 2014 | 2017 | 2019 | 2021 | 2022 | 2023 |